# Auckland Grammar School
Die Auckland Grammar School ist eine weiterführende Schule für Jungen in Auckland, Neuseeland. Entsprechend dem Schulsystem in Neuseeland werden Jungen von Jahrgang 9 bis 13 unterrichtet, also vom Alter 12 an bis zur Hochschulreife. Die 1916 errichtete Auckland Grammar School ist eine der ältesten und mit mehr als 2200 Schülern eine der größten Schulen Neuseelands und beherbergt auch 120 Internatsschüler. Sie wurde im Ursprung 1850 und offiziell 1868 gegründet. Das Hauptgebäude steht unter Denkmalschutz (Historic Places Act 1993).
Am 27. Juli 1988 wurde das Hauptgebäude vom New Zealand Historic Places Trust unter der Nummer 4471 als Denkmal der Kategorie 1 (Historic Place Category I) eingestuft. In derselben Straße befindet sich auch Stoneways, das denkmalgeschützte ehemalige Wohnhaus des bekannten neuseeländischen Architekten William Gummer (1884–1966).
Das Motto der Schule ist „Per Angusta ad Augusta“ (Durch Tiefen zu geweihten Höhen) wird auch von anderen Schulen benutzt. Die Schule benutzt auch die etwas freie Übersetzung Durch Schwierigkeiten zu Größe.

## Partnerschulen
- Taisei Junior and Senior High School, Fukuoka, Japan
- Epsom Girls’ Grammar School, Auckland, Neuseeland

## Bekannte Absolventen und Lehrer
- Ben Atiga (* 1983), Rugbyspieler[3]
- Sir Thomas Bavin (1874–1941), 24. Premierminister von New South Wales[4]
- Sir Francis Bell (1851–1936), Premierminister
- Hamish Carter (* 1971), Olympiasieger 2004 im Triathlon
- Jonathan Coleman (* 1966), Politiker und Minister
- Jeff Crowe (* 1958), Cricketspieler und -Schiedsrichter[5]
- Martin Crowe (1962–2016), Cricketspieler[5]
- Russell Crowe (* 1964), Gewinner des Academy Award (zeitweilig), Abschluss am Mount Roskill Grammar School
- Sir Ernest Hyam Davis (1872–1962), Geschäftsmann, Bürgermeister von Auckland von 1935 bis 1941
- Sir Roger Owen Douglas (* 1937), Politiker, 35. Finanzminister
- John Drake (1959–2008), Rugbyspieler
- Denis Feeney, Professor für Altphilologie und Latein an der Princeton University
- Sir Raymond Firth (1901–2002), Sozialanthropologe[6]
- Sir James Fletcher (1914–2007), Industrieller und Philanthrop[7]
- Grant Fox (* 1962), ehemaliger Rugbyspieler[8]
- Raoul Norman Franklin, Arzt, 1978–1998 Vizekanzler der City, University of London
- Max Gimblett (* 1935), Künstler
- Charles Goldie (1870–1947), Künstler
- Sir Doug Graham (* 1942), Politiker[9]
- Sir Peter Gluckman (* 1949), Arzt und Wissenschaftler
- Eric Halstead (1912–1991), Politiker und Minister
- Sir Kenneth Hayr (1935–2001), Luftmarschall, früherer Stellvertretender Chef des britischen Verteidigungsstabes
- Graham Henry (* 1946), Trainer der Rugby-Nationalmannschaft[10]
- Sir Edmund Hillary (1919–2008), Erstbesteiger des Mount Everest
- Doug Howlett (* 1978), Rugbyspieler[11]
- Jonathan Hunt (1938–2024), Kabinettsminister, Sprecher des Repräsentantenhauses, High Commissioner im Vereinigten Königreich
- Sir Vaughan Jones (1952–2020), Gewinner der Fields Medal
- Sir Hugh Kawharu (1927–2006), Māori-Gelehrter
- Sir Kenneth Keith (* 1937), Richter am  International Court of Justice
- Sir George Laking (1912–2008), Diplomat[12]
- Sir Graham Liggins (1926–2010), Geburtshelfer und Physiologe
- Sir Duncan McMullin, früherer Richter des Obersten Gerichtes und des Berufungsgerichtes.[13]
- Roger Moses, Direktor des Wellington College[14]
- Sir Leslie Munro (1901–1974), früherer Präsident der Generalversammlung der Vereinten Nationen[15]
- Andrew Niccol (* 1964), Gewinner des Academy Award, Regisseur, Autor und Produzent
- Graeme Revell (* 1955), Komponist von Film- und Fernsehmusik (Lara Croft: Tomb Raider, Æon Flux & CSI: Miami)
- Matthew Ridge (* 1968), Rugbyspieler
- Kim Sinclair (* 1954), Gewinner des Academy Award 2010
- Lockwood Smith (* 1948), 28. Sprecher des neuseeländischen Repräsentantenhauses
- Sir Graham Speight (1921–2008), Richter am Obersten Gericht[16]
- Jeremy Stanley (* 1975), Rugbyspieler
- Sam Webster (* 1991), Radrennfahrer
- Sir Wilson Whineray (1935–2012), Rugbyspieler und Geschäftsmann[17]

## Schuldirektoren
| Dienstzeit | Details                      |
| ---------- | ---------------------------- |
| 1869–70    | Robert Boyd Kidd             |
| 1871–82    | Farquhar Macrae              |
| 1882–92    | Charles Frederick Bourne     |
| 1893–1922  | James William Tibbs          |
| 1922–28    | James Drummond               |
| 1928–35    | Harold James Del Monte Mahon |
| 1935–54    | Colin McGregor Littlejohn    |
| 1954–72    | Sir Henry Cooper             |
| 1973–93    | David John Graham            |
| 1994–2012  | John Morris                  |
| seit 2012  | Timothy O’Connor             |